# Silnice 805 (Izrael)
Silnice 805 (hebrejsky כביש 805‎, Kviš 805) je regionální silnice na severu Izraele, která spojuje křižovatky Javor a Dejr Channa a umožňuje průjezd z pobřežního pásu na severu ke Galilejskému jezeru. Od křižovatky Juvalim po křižovatku Misgav se silnice překrývá se silnicí 784. Délka silnice je 23,5 km.
V 50. letech 20. století byla silnice úzká, trpěla špatnou údržbou a byla popisována jako „druhořadá silnice, na mnoha místech zchátralá a silně rozbitá“. V roce 1965 byla popsána jako silnice ve stavu, který není vhodný pro jízdu.

## Trasa silnice
| Kilometr                          | Název                  | Lokalita                   | Křížení              |
| --------------------------------- | ---------------------- | -------------------------- | -------------------- |
| Silnice 805 (od západu na východ) |                        |                            |                      |
| 0                                 | křižovatka Javor       | Jas'ur                     | silnice 70           |
| 3                                 | odbočka do Ša'ab       | Ša'ab                      | vjezd do Ša'ab       |
| 7                                 | odbočka do Ja'ad       | Ja'ad                      | vjezd do Ja'ad       |
| 8                                 | vjezd do Acmon-Segev   | Acmon-Segev                | vjezd do Acmon-Segev |
| 9                                 | křižovatka Misgav      | oblastní rada Misgav       | silnice 784          |
| 9,5                               | křižovatka Juvalim     | poblíž vjezdu do Juvalim   | silnice 784          |
| 10,5                              | křižovatka Teradjon    | Teradjon                   | vjezd do Teradjon    |
| 12,5                              | křižovatka bez názvu   | Sachnín                    | silnice bez názvu    |
| 13                                | křižovatka bez názvu   | Sachnín                    | silnice bez názvu    |
| 16                                | křižovatka bez názvu   | Arrába                     | silnice bez názvu    |
| 16,5                              | křižovatka Chilazon    | Arrába                     | silnice 804          |
| 23,5                              | křižovatka Dejr Channa | přirozený rezervoár Calmon | silnice 806          |